# Steve Katz (Schriftsteller)
Steve Katz (* 14. Mai 1935 in New York City, New York; † 4. August 2019 in Denver, Colorado) war ein US-amerikanischer Schriftsteller.
Steve Katz wurde in der Bronx geboren. Er studierte an der Cornell University (B.A.) und an der University of Oregon (M.A.). Danach lehrte er an verschiedenen Universitäten. Von 1978 bis 2003 leitete er die Fakultät für Kreatives Schreiben an der University of Colorado at Boulder.
Steve Katz war geschieden und hatte drei Söhne.

## Werke (Auswahl)
- The Lestriad (1962)
- The Weight of Antony (1964)
- The Exagggerations of Peter Prince (1968)
- Creamy & Delicious (Kurzgeschichten) (1970)
- Posh (als Stephanie Gatos) (1971)
- Saw (1972)
- Moving Parts (1977)
- Stolen Stories (Kurzgeschichten) (1984)
- Florry Of Washington Heights (1987)
- Wier & Pouce (1984)
- Swanny’s Ways (1995)
- Antonello’s Lion (2005)
- Kissssssssssss (2007)